# Gameboy (korte film)
Gameboy is een Nederlandse korte film uit 2014 geregisseerd door Giancarlo Sanchez. De film ging op 30 juni 2014 in première tijdens het Keep an Eye Filmacademie Festival.

## Verhaal
De film volgt een vriendengroep bestaande uit vier vrienden die alle in hun eindexamenjaar van de havo zitten. In een opwelling besluiten ze om samen de schoolexamens te gaan stelen. Wanneer dit lukt besluiten ze de examens door te verkopen, hierdoor raakt de vriendengroep in een roes van baldadigheid. De vriendengroep lijkt hechter dan ooit tevoren, maar zodra de buitenwereld door krijgt van hun acties dreigt Thijs zijn net verkregen gevoel van vrijheid weer te verliezen.

## Rolverdeling
De acteurs Thijs Boermans, Tobias Kersloot, Sjeng Kessels, Tarik Moree en Daan Coelman spelen personages met hun eigen voornaam.
| acteur           | personage         |
| ---------------- | ----------------- |
| Thijs Boermans   | Thijs             |
| Tobias Kersloot  | Tobias            |
| Sjeng Kessels    | Sjeng             |
| Tarik Moree      | Tarik             |
| Daan Coelman     | Daan              |
| Debbie Korper    | Mevrouw Gielissen |
| Koen Kreulen     | Meneer de Voet    |
| Martijn Nieuwerf | vader van Thijs   |
| Harriët Stroet   | moeder van Thijs  |
| Chris Tates      | vader van Daan    |

## Achtergrond
De film werd geregisseerd door Giancarlo Sanchez als eindexamenfilm voor zijn studie aan de Nederlandse Filmacademie en kwam tot stand in samenwerking met KRO-NCRV. Het scenario voor de film werd geschreven door Joeri Kloppert. Hoofdrollen in de film waren weggelegd voor Thijs Boermans, Tobias Kersloot, Sjeng Kessels en Tarik Moree.
Gameboy ging op 30 juni 2014 in première tijdens het Keep an Eye Filmacademie Festival en wist daar meteen de Topkapi Films Fictie Prijs te winnen.  Sindsdien is de film op de video on demand-diensten NPO Start en Eye Film Player te zien.

### Boys Feels: I Love Trouble
De korte film werd in 2021 onderdeel van de langspeelfilm Boys Feels: I Love Trouble. In die film zijn meerdere korte films bij elkaar verzameld met het thema waarin jongens en mannen op verschillende manieren risico's nemen om hun doel te bereiken. Andere korte films die hierin gebundeld werden zijn Gotta, The Last Day of School, Tree House en Pollux. De film Boys Feels: I Love Trouble ging op 13 augustus 2021 in première.